# Geiseltalsee
Der Geiseltalsee ist ein Tagebaurestsee im südlichen Sachsen-Anhalt. Der See entstand im Zuge von Rekultivierungsmaßnahmen im früheren Braunkohleabbaugebiet Geiseltal nordöstlich von Mücheln. Er ist mit einer Fläche von 18,4 km² der zweitgrößte künstliche See in Deutschland (hinter dem Cottbuser Ostsee), gehört zu den zehn wasserreichsten Seen in Deutschland und ist das größte Gewässer im Mitteldeutschen Seenland. Zusammen mit weiteren südöstlich gelegenen Seen (Runstedter See, Südfeldsee und dem wesentlich kleineren Hassesee bei Roßbach) bildet er den Geiseltaler Seenkomplex.

## Geschichte

### Braunkohletagebau
Im Geiseltal befindet sich eine im Tertiär (Eozän) entstandene Braunkohlelagerstätte, die sich auf einer Fläche von etwa 15 × 5 Kilometer erstreckt.
Die Förderung der Kohle lässt sich bereits für 1698 urkundlich belegen, gewann jedoch erst in der zweiten Hälfte des 19. Jahrhunderts an Bedeutung. Die erschlossenen Gruben dienten vor allem zur Versorgung umliegender Zuckerfabriken. Insgesamt bewegte sich die Förderung aber auf einem geringen Niveau. Zwischen 1861 und 1906 belief sie sich auf nur etwa 4,4 Millionen Tonnen.
Im Zuge der fortschreitenden Industrialisierung erbrachten Erkundungen neue Erkenntnisse über das Ausmaß der Lagerstätte, die ab 1905/06 im großtechnischen Maßstab erschlossen wurde. Innerhalb weniger Jahre nahmen die Tagebaue Elisabeth (1907), Rheinland (1907), Cecilie (1907), Beuna (1907), Leonhardt (1910), Vesta (1910), Gute Hoffnung (1911), Pfännerhall (1911) und Elise (1912) den Betrieb auf. Zur Weiterverarbeitung wurden zwischen 1897 und 1913 acht Brikettfabriken errichtet. Zu den Pionieren und bis zum Ende des Zweiten Weltkriegs bedeutendsten Arbeitgebern im Geiseltal zählten die Michelwerke.
Die im Geiseltal geförderte Braunkohle wurde nicht nur zur Energiegewinnung insbesondere in umliegenden Zuckerfabriken genutzt, sondern diente auch als Rohstoff für chemische Prozesse und beschleunigte die Ansiedlung entsprechender Produktionsstätten im Raum Merseburg. Nach dem Werk Oppau der BASF gingen 1917  die Leunawerke als zweite großtechnische Anlage für die Ammoniaksynthese nach dem Haber-Bosch-Verfahren in Betrieb. Die I.G. Farben begannen 1936 in Schkopau mit dem Bau der Buna-Werke, der weltweit ersten Fabrik für Synthesekautschuk. Im gleichen Jahr war in Lützkendorf bei Krumpa auch Baubeginn für das Mineralölwerk Lützkendorf der Wintershall AG zur Herstellung von synthetischem Benzin und Schmierstoffen.
Nach 1945 erfolgte eine Intensivierung des Abbaus (1948 Aufschluss des Tagebaus Kayna Süd). Der umfangreiche Tagebaubetrieb zog grundlegende Änderungen im Landschaftsbild und der Siedlungsstruktur nach sich. Seit 1929 wurden Siedlungen devastiert. Insgesamt wurden 18 Siedlungen ganz oder teilweise überbaggert und rund 12.500 Menschen umgesiedelt. Der Lauf der Geisel wurde viermal verlegt. Die Bahnstrecke Merseburg–Mücheln musste ebenfalls viermal neu trassiert werden, die Überland-Straßenbahnlinie Merseburg–Mücheln wurde ab 1957 schrittweise rückgebaut.

### Rekultivierung

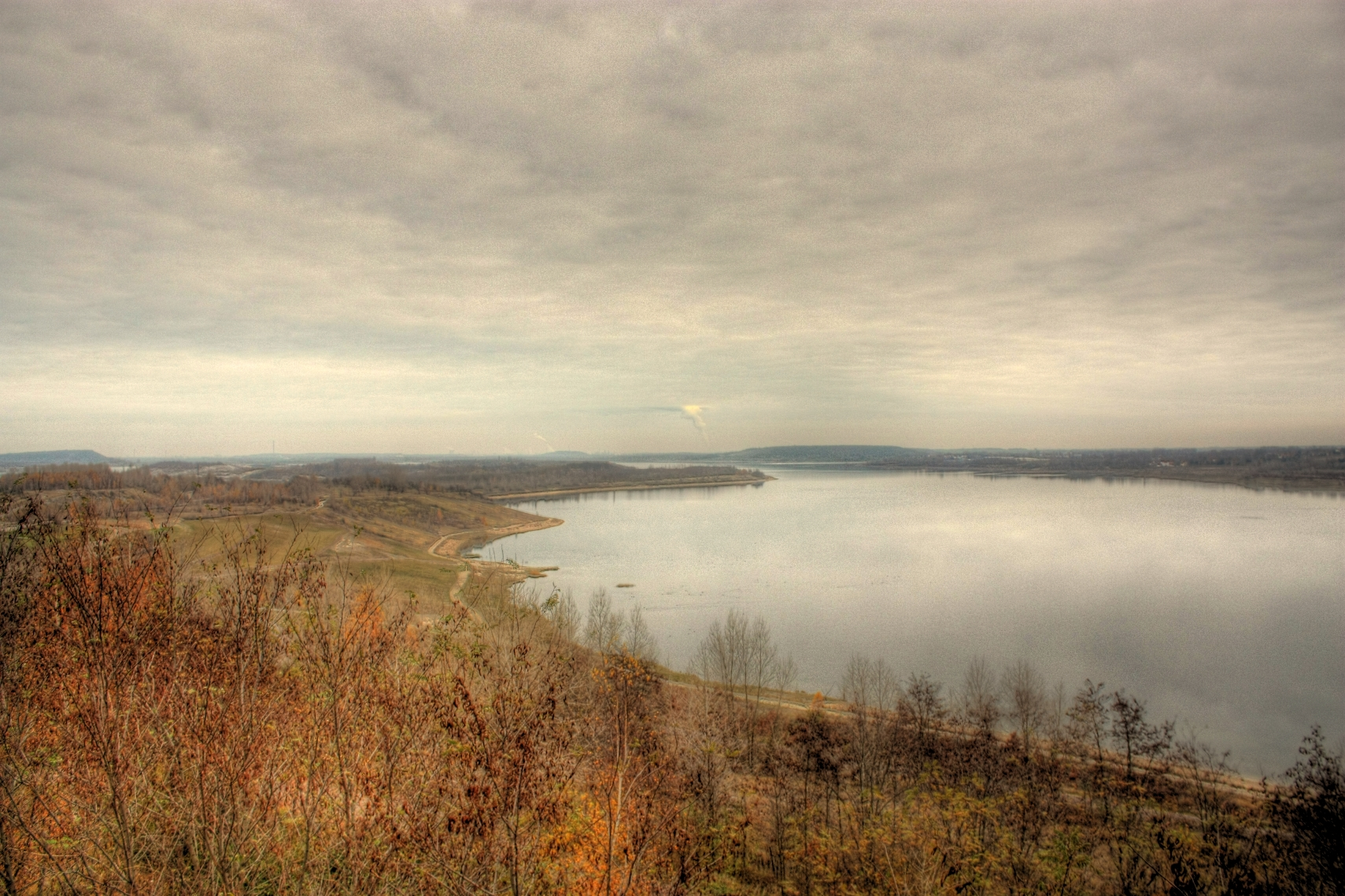
Blick vom Aussichtsturm Pauline auf den See, 2011

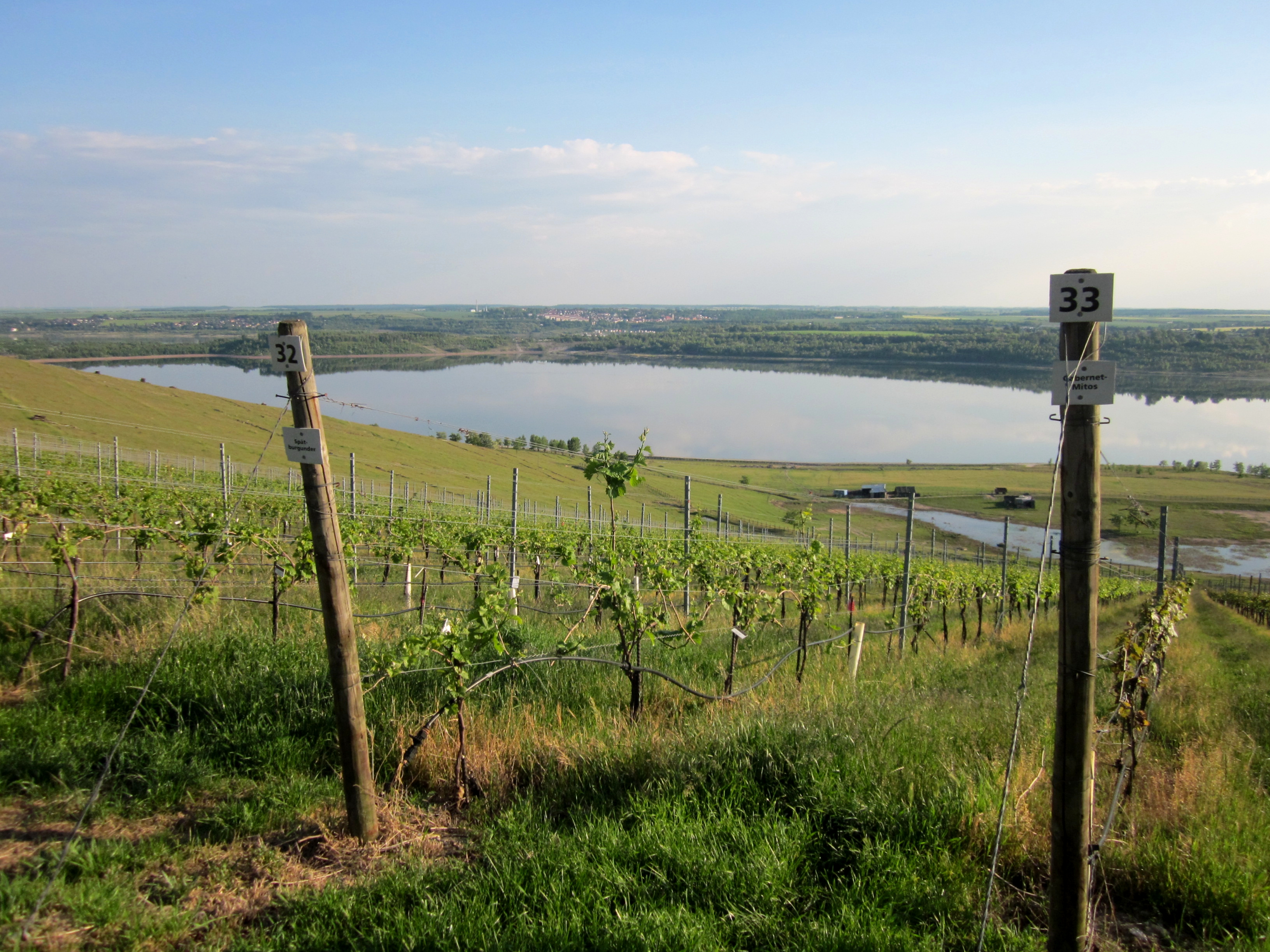
Weinberg

Die nach Abbau der Braunkohle verbliebenen riesigen Tagebaurestlöcher führten schon zu DDR-Zeiten zu Überlegungen zur weiteren Nutzung, wobei jedoch zunächst nur an einen großen Wasserspeicher gedacht war.
Nach der Wiedervereinigung richteten sich die Planungen seit 1991 auf die Sanierung mit dem Ziel, unter dem Namen Geiseltaler Seenkomplex ein überregionales Erholungs- und Freizeitgebiet als Bergbaufolgelandschaft zu schaffen. Der Tagebaubetrieb wurde am 30. Juni 1993 eingestellt, nachdem insgesamt 1,4 Milliarden Tonnen Braunkohle abgebaut und ebenso viel Abraum bewegt wurde. Durch den Abbau entstand ein knapp 80 m tiefes Tagebaurestloch von rund 2600 Hektar Fläche.
Die Flutung mit Saalewasser begann nach umfangreichen Erd- und Sanierungsarbeiten am 30. Juni 2003 und wurde 2011 abgeschlossen. Ende August 2008 erfolgte der Zusammenlauf aller Teilseen zu einer geschlossenen Wasserfläche beim Stand von 90,3 m ü. NHN. Der Pegel stieg bis zum Volllauf täglich um einen Zentimeter.
Die geplanten Wald- und Erholungsflächen sollen etwa 800 Hektar betragen. Auf rund 30 Hektar der sanft abfallenden Uferflächen im Norden wurde das Weinbaugebiet Goldener Steiger (mit Straußwirtschaft) angelegt. Die Landschaftspflege wird u. a. von Rotem Höhenvieh betrieben, einer vom Aussterben bedrohten Rinderrasse.
Am 29. April 2011 erreichte der Geiseltalsee seinen höchsten Pegelstand von 98,05 m ü. NHN, das Auslaufbauwerk Frankleben übernahm seine Funktion als Pegelregulierer. Es ist vorgesehen, dass noch mindestens 20 Jahre lang Fremdwasser zugeführt wird, weil der bergbaulich zerklüftete Untergrund Versickerungsverluste verursacht.

## Touristische Nutzung

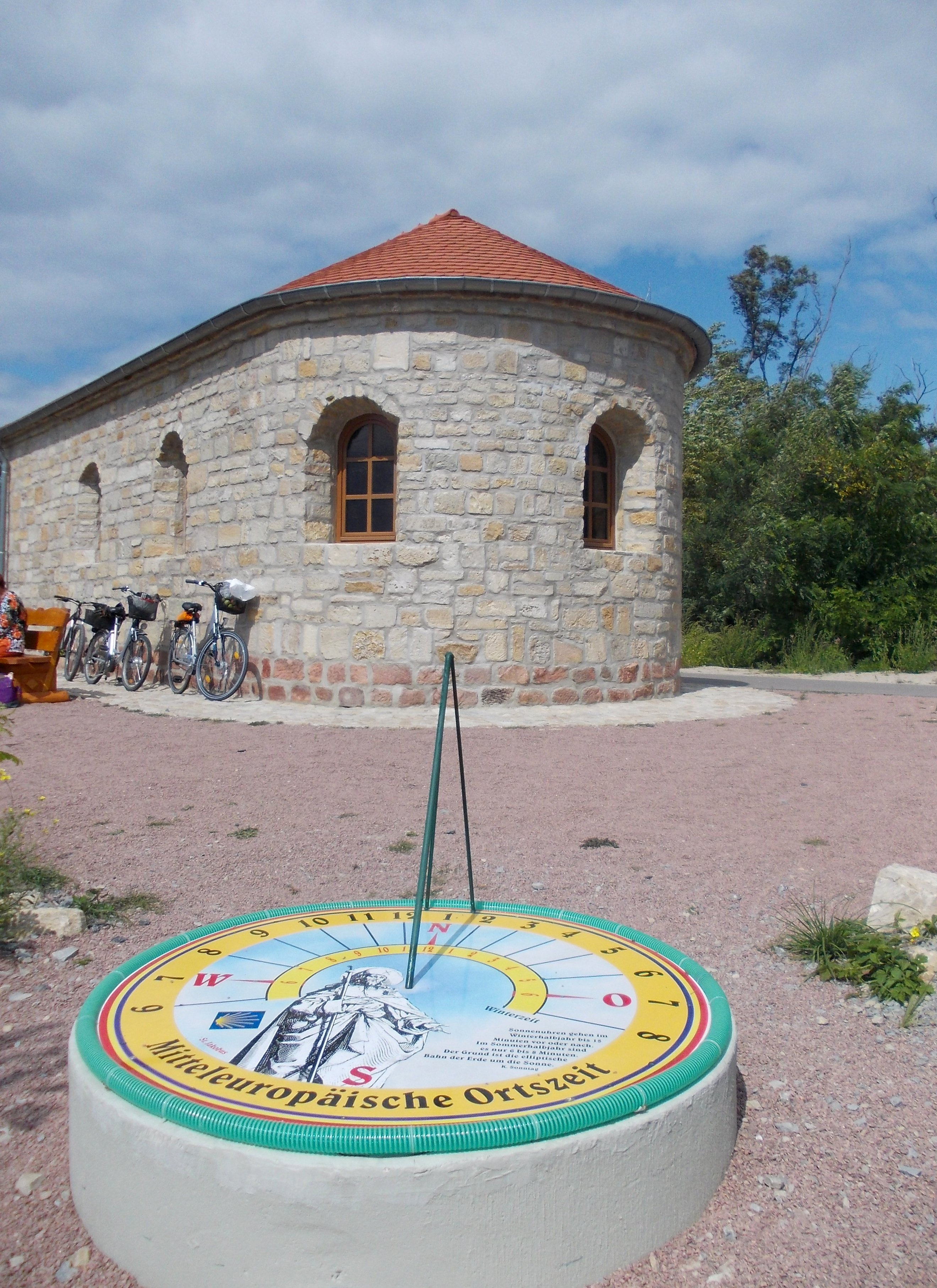
„Europäische Begegnungsstätte der Kulturen“ am Weinberg

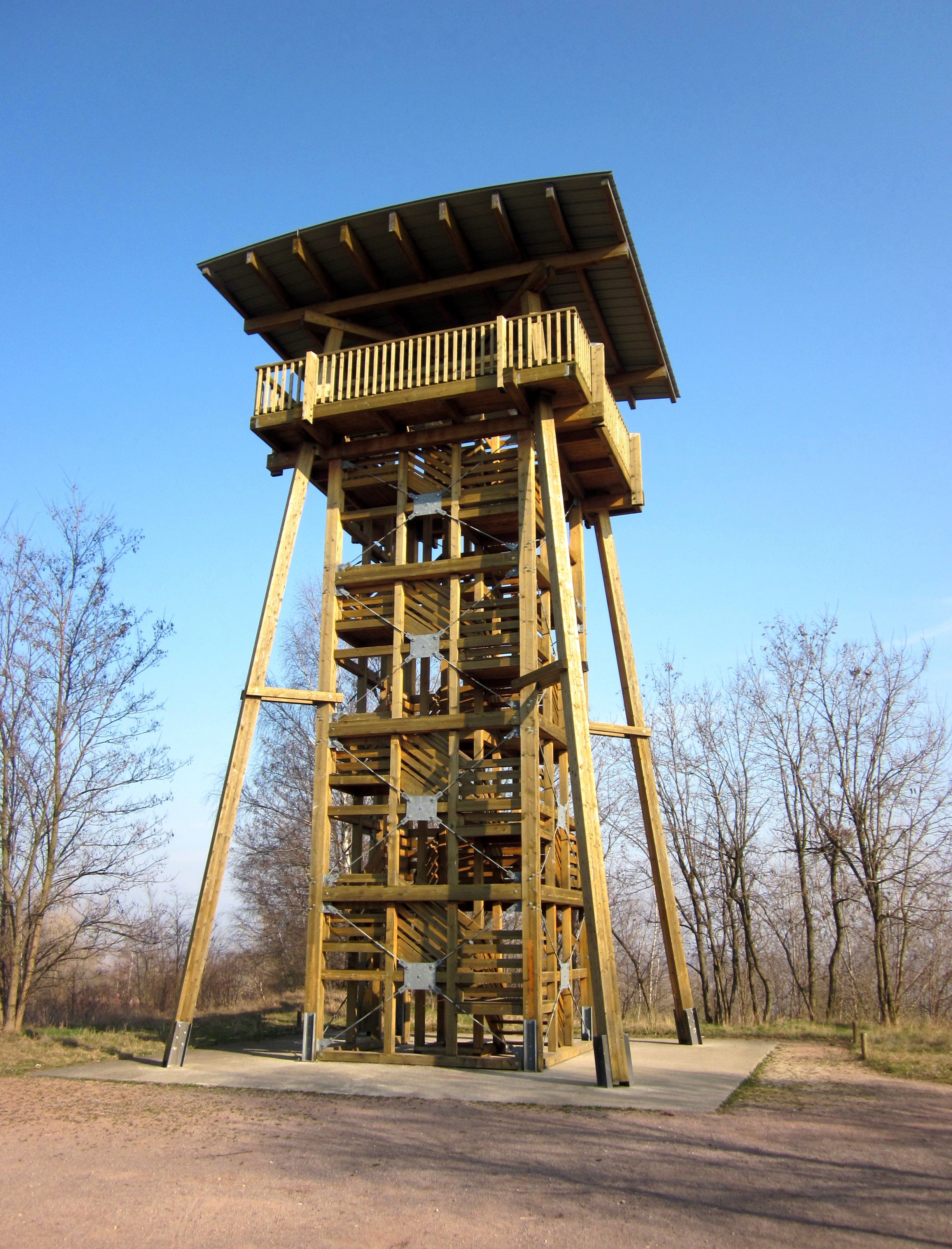
Aussichtsturm Pauline

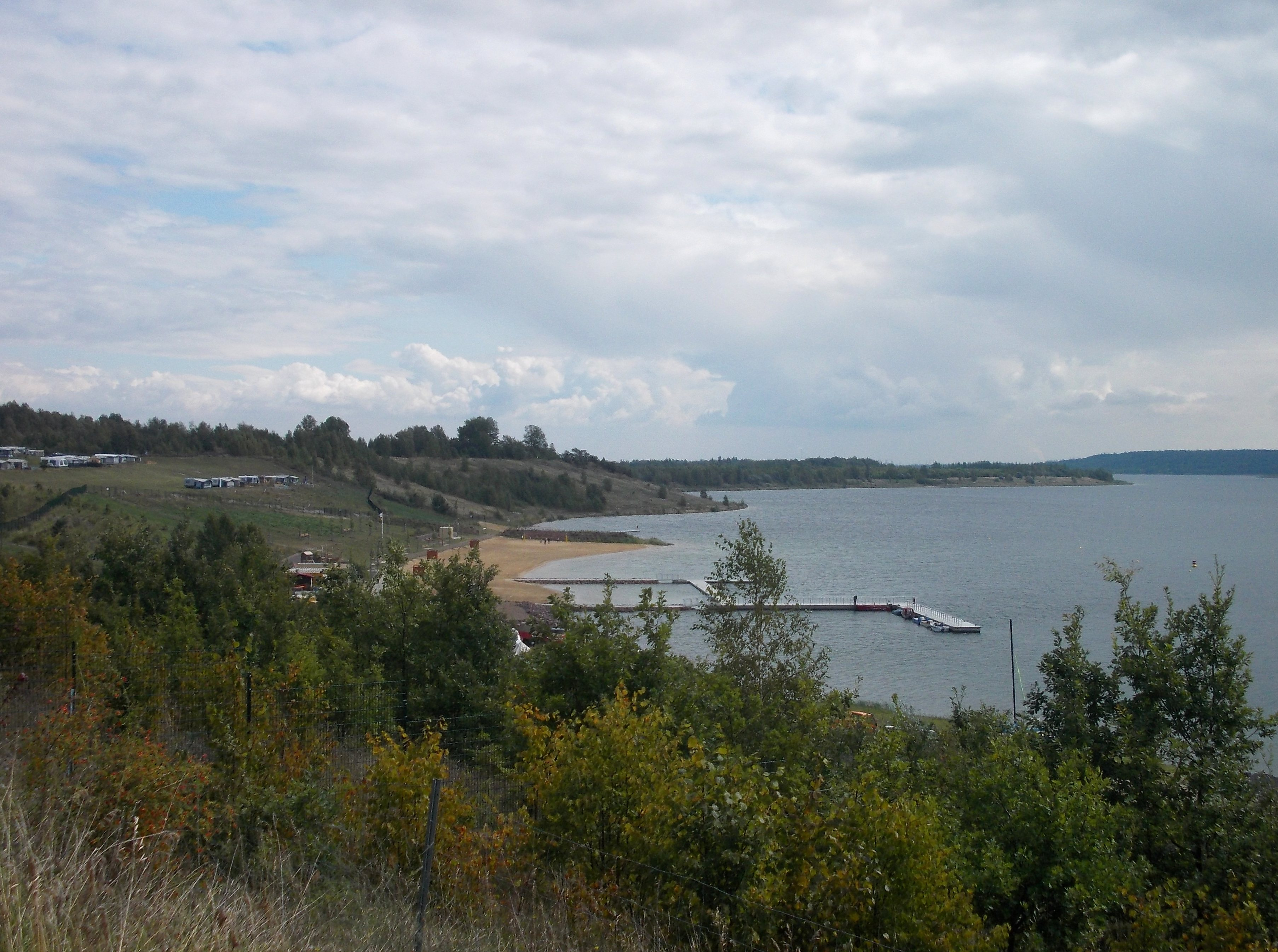
Stöbnitzer Strand

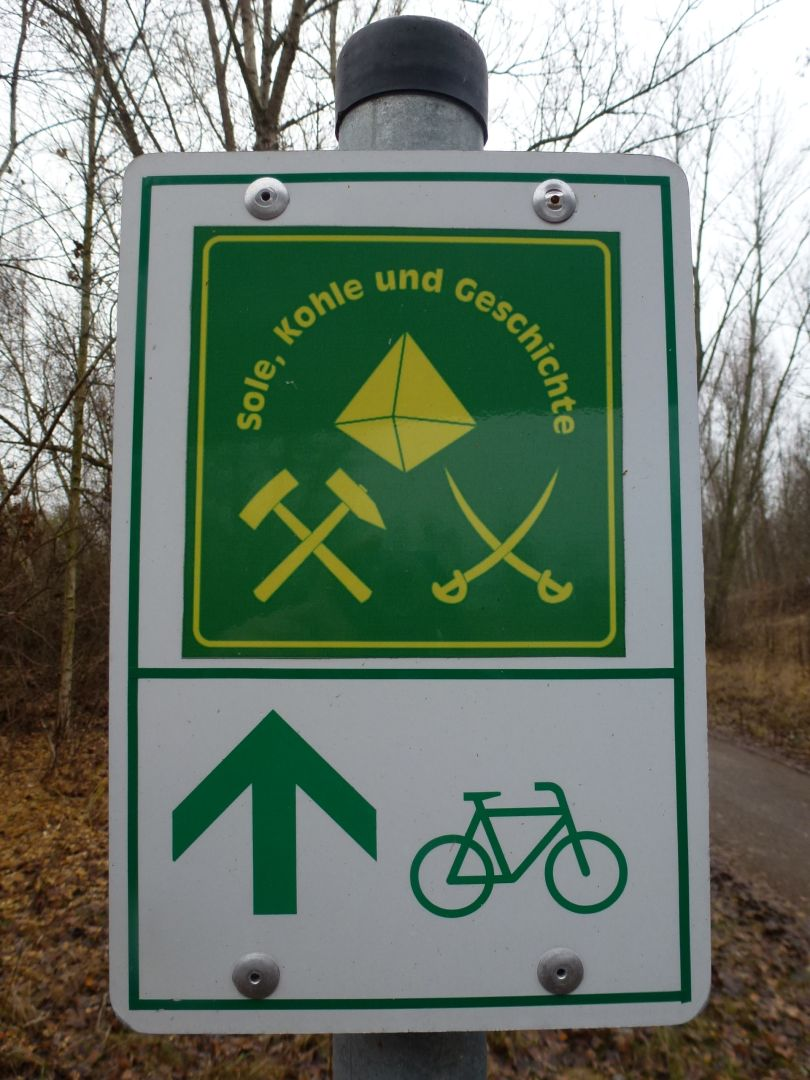
Logo des Radwegs Sole, Kohle und Geschichte

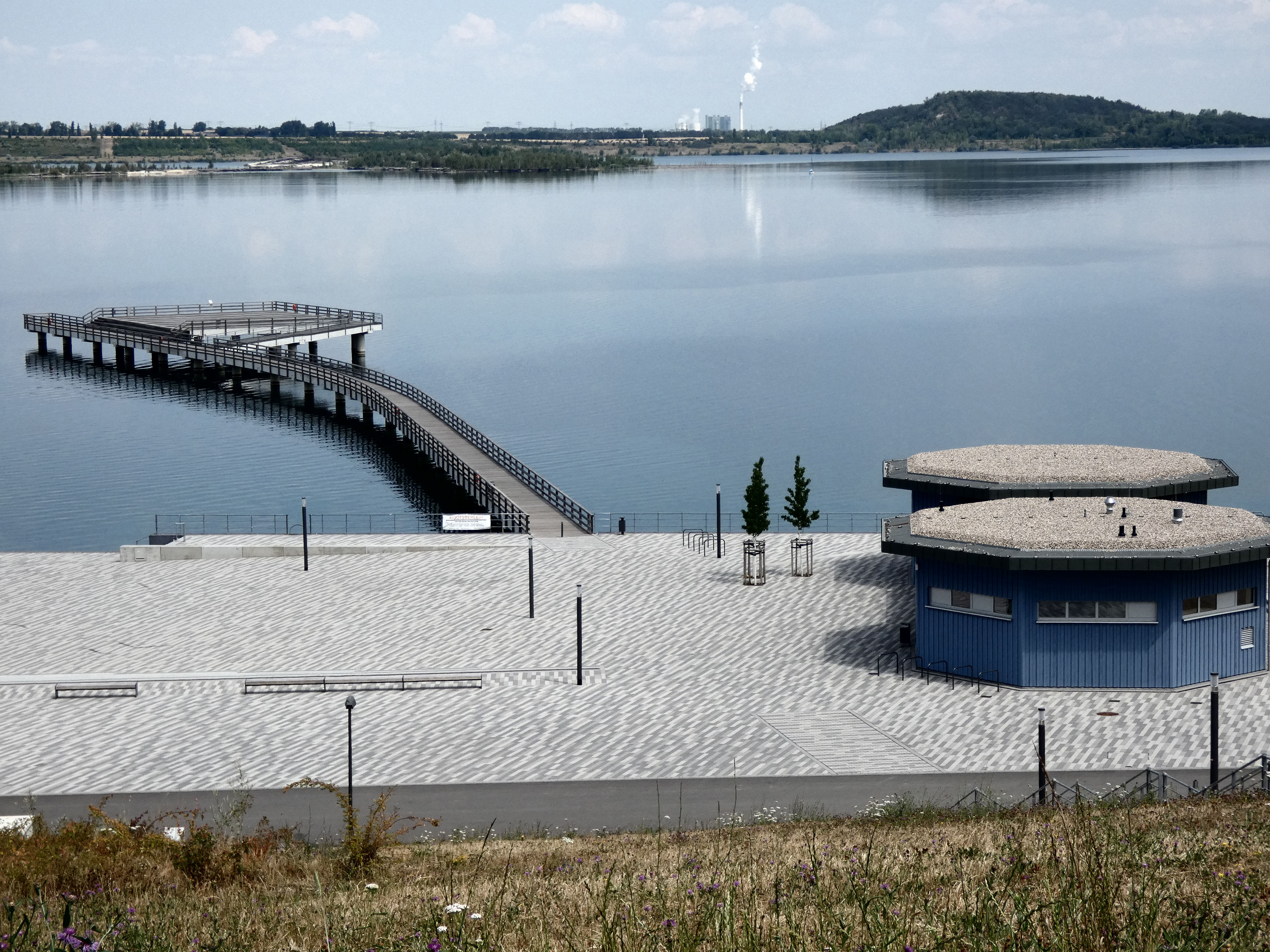
Seebrücke

Neben drei etwa 14 Meter hohen Aussichtstürmen sind zahlreiche gastronomische und touristische Einrichtungen im Bau oder in Planung.
- Der 2002 errichtete 14,5 m hohe Aussichtsturm Seeblick Klobikauer Höhe steht 2 km südlich von Klobikau, einem Ortsteil der Stadt Bad Lauchstädt auf der Halde Klobikau unweit einer verlassenen Bunkeranlage.[2]
- Der 1996[3] errichtete 14,43 m hohe Aussichtsturm Leonhardt steht am Geiseltalrundweg unmittelbar nördlich von Neumark, einem Ortsteil der Stadt Braunsbedra. Der Turm mit der 11,05 m hohen Aussichtsplattform bildet ein künstliches Tor über einer Seitentrasse des asphaltierten Rundwegs[4]
- Der 15 m hohe Aussichtsturm Pauline steht seit 2003 am Rande von Stöbnitz, einem Ortsteil der Stadt Mücheln oberhalb des Geiseltalrundwegs 1 km nördlich der dortigen Marina.[5]

Die offizielle touristische Nutzung der Seefläche sollte Mitte August 2011 mit einer Teilfreigabe einsetzen. Hier ist es zu Irritationen der Investoren und Seenutzer gekommen, weil die behördliche Begutachtung der Standfestigkeit von Böschungen immer noch nicht abgeschlossen ist. Diese Verzögerungen sind offenbar eine Folge des Böschungsabbruchs am Concordiasee von Nachterstedt im Juni 2009. Die Teilfreigabe erfolgte 2012, sie umfasst einen großen Teil des Südteils.
Auf der Südseite, in Braunsbedra und Mücheln, befinden sich zwei Marinas. 2014 wurde die Seebrücke in Braunsbedra übergeben. Badestrände befinden sich auf der Nordseite, in Frankleben (mit Tauchbasis und Hundestrand) sowie Stöbnitz (mit Campingplatz und FKK-Strand).
24–30 km lange, z. T. asphaltierte, Radwege umschließen den See, teilweise laufen nichtasphaltierte Wanderwege parallel. Der See ist außerdem Startpunkt des Radwegs Sole, Kohle und Geschichte nach Lützen über Bad Dürrenberg, der Dolmen-, Goethe- und Salzstraße-Radweg führen am See vorbei. Der Geiseltalexpress mit Startpunkt Braunsbedra umrundet den See.
Im Jahr 2013 begann der Verband Netzwerk Geiseltal e. V. unterstützt vom Land Sachsen-Anhalt mit der Installation der touristischen Themenstraße "Geiseltaler Sagensteine". Hierfür wurden an 25 Orten rund um den Geiseltalsee Findlinge mit Edelstahltafeln installiert, die Touristen und Besuchern, die von Betreuern oder GPS-Koordinaten geführt auf den Spuren der Geiseltaler Sagenwelt wandern, Anlaufziele bieten. Konzeptionell führt dieses Konzept die Strategie des Bildungstourismus in Sachsen-Anhalt fort und bietet Koppelpunkte zu den Tourismusrouten Himmelswege, Via Regia, dem Mühlenwanderweg und dem Jakobsweg, welche das Gebiet des Geiseltalsees an verschiedenen Punkten tangieren.

## Fischfauna
Nachdem bestimmte Teile des Stausees für die Sportfischerei zugelassen wurden, hat der Kreisangelverein Merseburg e. V. die Fischereirechte gepachtet. An Fischarten kommen unter anderem Flussbarsche, Brachsen, Giebel, Hechte, Karauschen, Karpfen, Kleine Maränen, Regenbogenforellen, Rotaugen, Rotfedern, Schleie und Zander vor. Neben Raubfischen wie dem Hecht, der sehr gut abwächst, finden auch Friedfische ideale Lebensbedingungen. So wurden im klaren Wasser wiederholt bis über 60 Zentimeter große Schleien beobachtet. Im Geiseltalsee wurde seit dem Jahr 2009 ein Großbesatz mit Maränen vorgenommen. Aufgrund des großen Vorkommens von Zooplankton geht das Institut für Binnenfischerei in Potsdam davon aus, dass sich die als Speisefisch sehr geschätzte Maräne im See in naher Zukunft als Hauptfischart etablieren und stabile Bestände bilden wird.